# エービン
株式会社エービンは、千葉県の成田市界隈、北総地方を中心にドラッグストアを展開する企業である。店舗名は「AVINドラッグ」、「エービン薬局」、「AVIN薬局」など。堅実な経営方針の下、地域密着と徹底したドミナント戦略で店舗を拡大してきた。アメリカ型ドラッグストアを目指しており、1000平方メートル級のスーパードラッグストアを多く展開しているのが特色である。

## 沿革
- 1953年 会社設立
- 1980年 富里店 オープン
- 1981年 トキワドラッグ株式会社に組織変更
- 1986年 成田ニュータウン店 オープン
- 1987年 株式会社エービンに社名変更
- 1989年
  - 光店 オープン
  - 三里塚店 オープン
- 1991年 旭新町店 オープン
- 1993年 三里塚店増床 オープン
- 1996年 旭新町店増床 オープン
- 1997年
  - 四街道大日店 オープン
  - 成田JR西口店 オープン
  - 実籾店 オープン
- 2000年
  - 成田JR西口店調剤室 開局
  - 多古店 オープン
- 2002年
  - 成田市内に物流センター・事務本部移転
  - 安食台店 オープン
- 2003年 赤池店 オープン
- 2004年 成東本須賀店 オープン
- 2005年
  - 東庄店 オープン
  - 河内店 オープン
- 2006年
  - 野田次木店 オープン
  - 栗源岩部店 オープン
- 2010年 富里七栄店 オープン
- 2011年 匝瑳大寺店 オープン
- 2012年 香取玉造店 オープン
- 2013年 稲敷上之島店 オープン
- 2014年
  - 成田東和田店 オープン（7月）
  - 印旛栄酒直台店 オープン（12月）
- 2016年
  - 光店 リニューアルオープン
  - 旭新町店 リニューアルオープン
- 2018年 成田多良貝店 オープン（7月）
- 2019年 安食台店 増床オープン
- 2020年 多古染井店 リニューアルオープン（10月）
- 2021年 成田成井店 オープン（3月）
- 2022年
  - 成東本須賀店 リニューアルオープン（2月）
  - 多古十余三店 オープン（3月）
  - 成田ニュータウン店 リニューアルオープン（8月）
  - 栗源岩部店 リニューアルオープン（10月）
  - 実籾店 リニューアルオープン（11月）

## 店舗
2017年現在の店舗数は20。

### 店舗名
成田ニュータウン店・光店・旭新町店・四街道大日店・成田JR西口店・実籾店・多古店・安食台店・赤池店・成東本須賀店・河内店・東庄店・野田次木店・栗源岩部店・香取玉造店・富里七栄店・匝瑳大寺店・稲敷上之島店・成田東和田店・印旛栄酒直台店

### 所在市町
- 千葉県
  - 旭市
  - 香取市
  - 山武市
  - 匝瑳市
  - 富里市
  - 習志野市
  - 成田市
  - 野田市
  - 四街道市
  - 印旛郡栄町
  - 香取郡多古町
  - 香取郡東庄町
  - 山武郡横芝光町
- 茨城県
  - 稲敷市
  - 稲敷郡河内町